# Aussichtsturm Pfannenstiel
Der Aussichtsturm Pfannenstiel (auch ehemaliger Bachtelturm genannt) steht auf dem Pfannenstiel in der Gemeinde Egg im Kanton Zürich. Die oberste Plattform ist mit einem Alpenzeiger (Panoramatafel) ausgestattet.

## Situation
Der aus Stahl und Grauguss genietete Turm ist ca. 35 Meter hoch, die Aussichtsplattform befindet sich in 33 Meter Höhe und wurde im Sommer 1992 eingeweiht. Auf der Plattformebene findet sich ein graviertes Verzeichnis aller sichtbaren Landschaftspunkte, welche über die Gravurlinie und einen Metalldorn zielgenau wie über Kimme und Korn gefunden werden können. Die Gravurtafeln von 1992 wurden im Frühjahr 2016 erneuert.
Die Aussichtsplattform erreicht man über 174 Treppenstufen und sieben Zwischenpodeste.

Aktuelle und historische Bilder
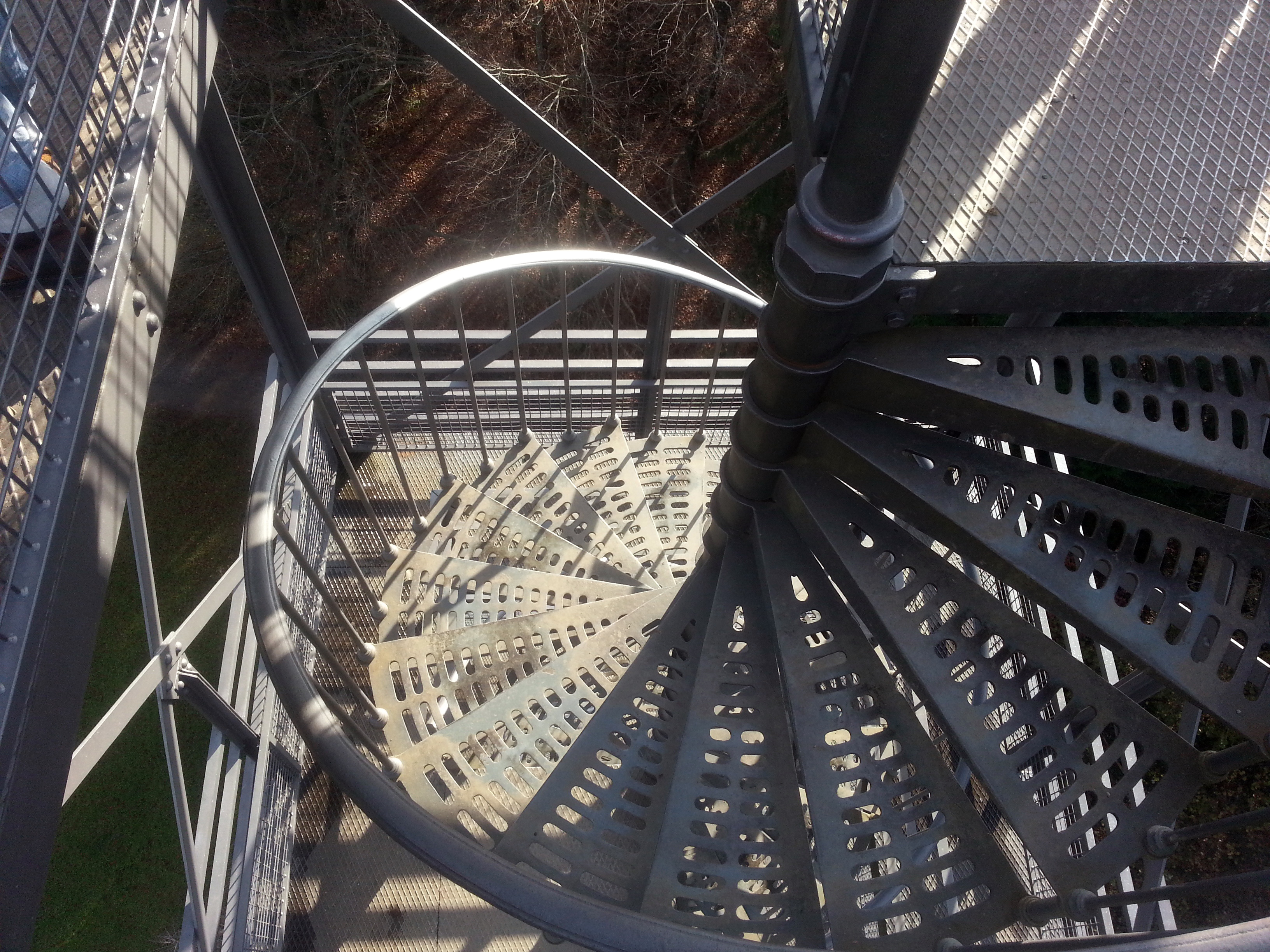
Treppen
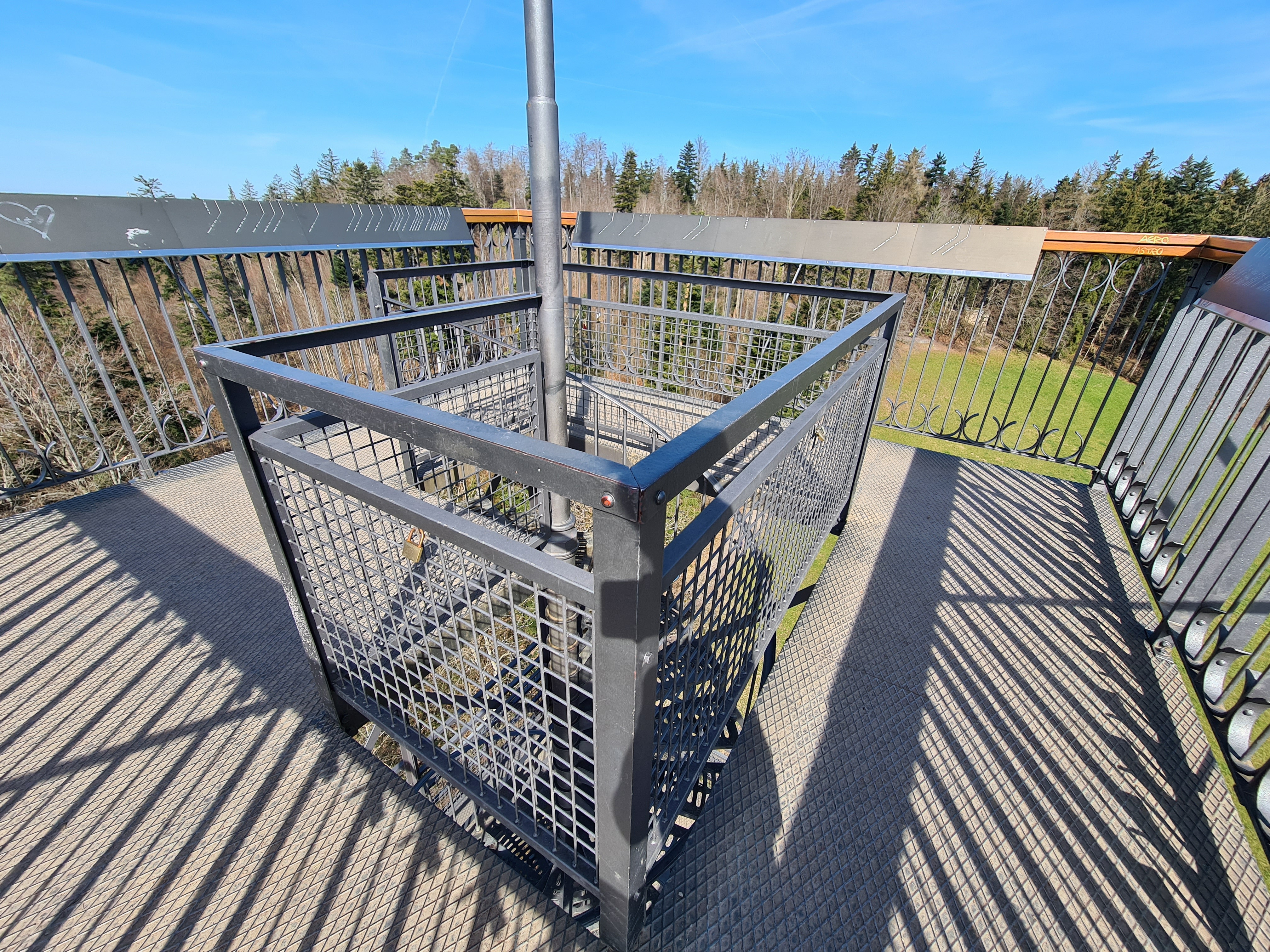
Aussichtsplattform
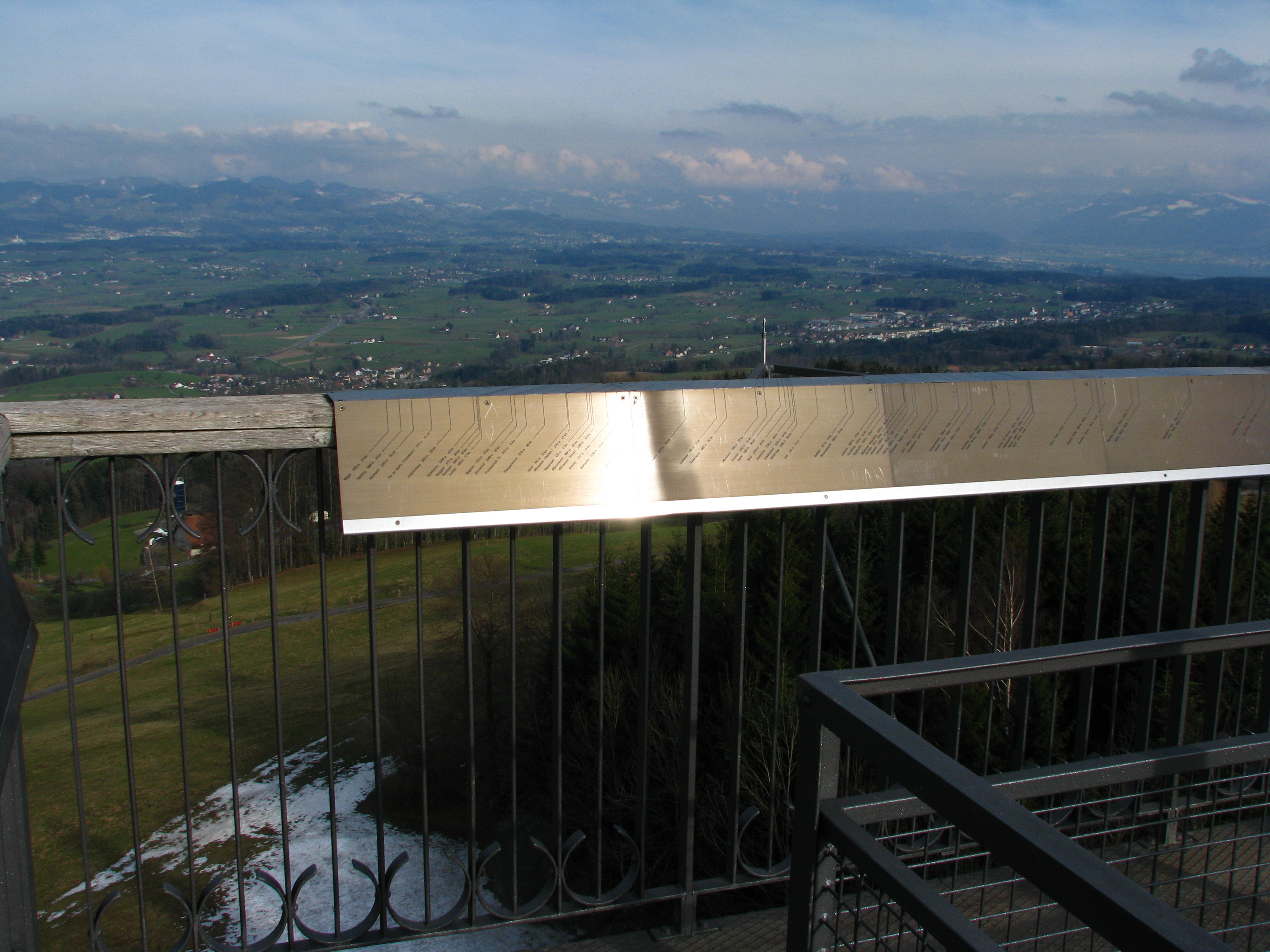
Gravurtafeln von 1992
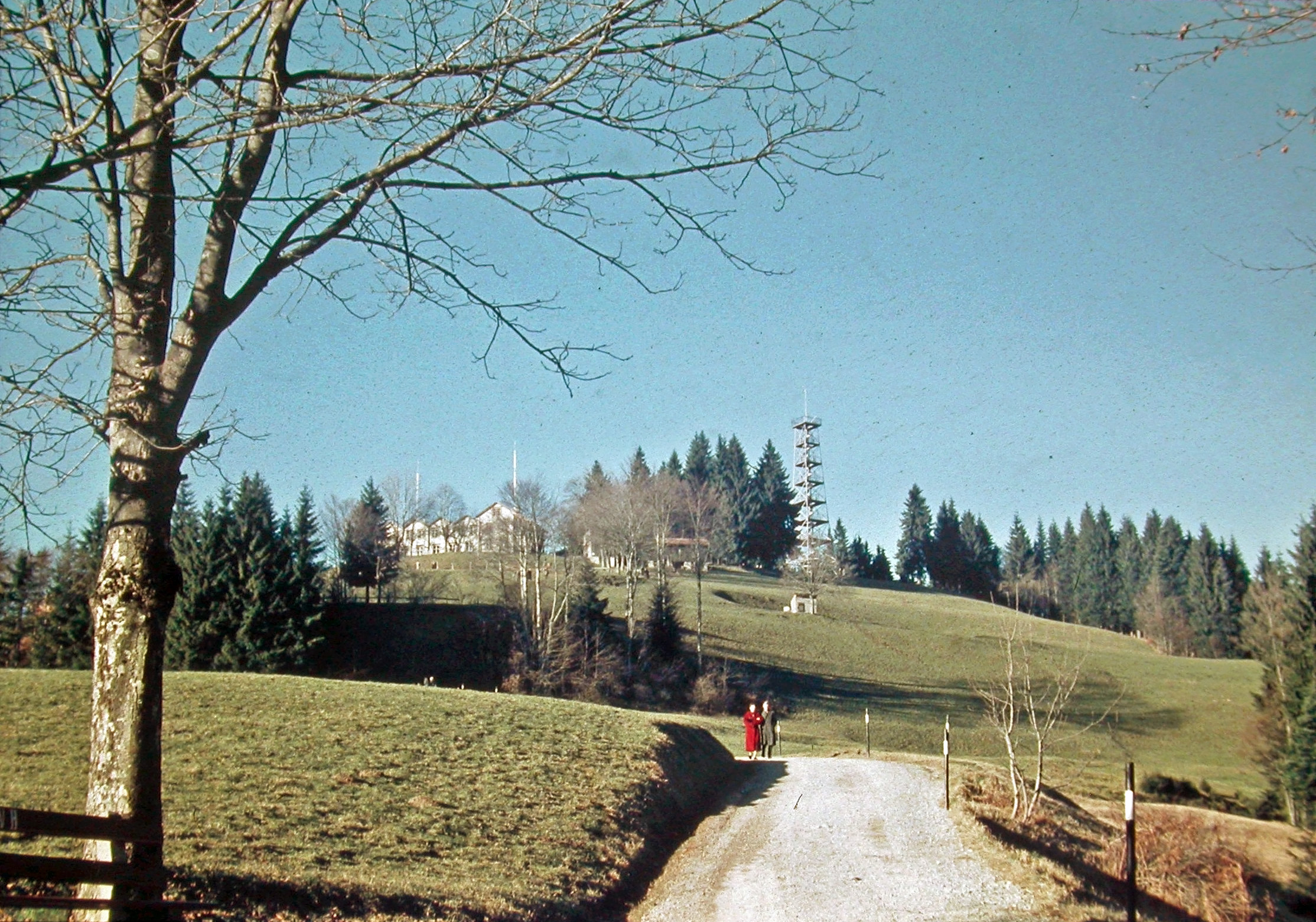
Der Turm 1957 am früheren Standort auf dem Bachtel
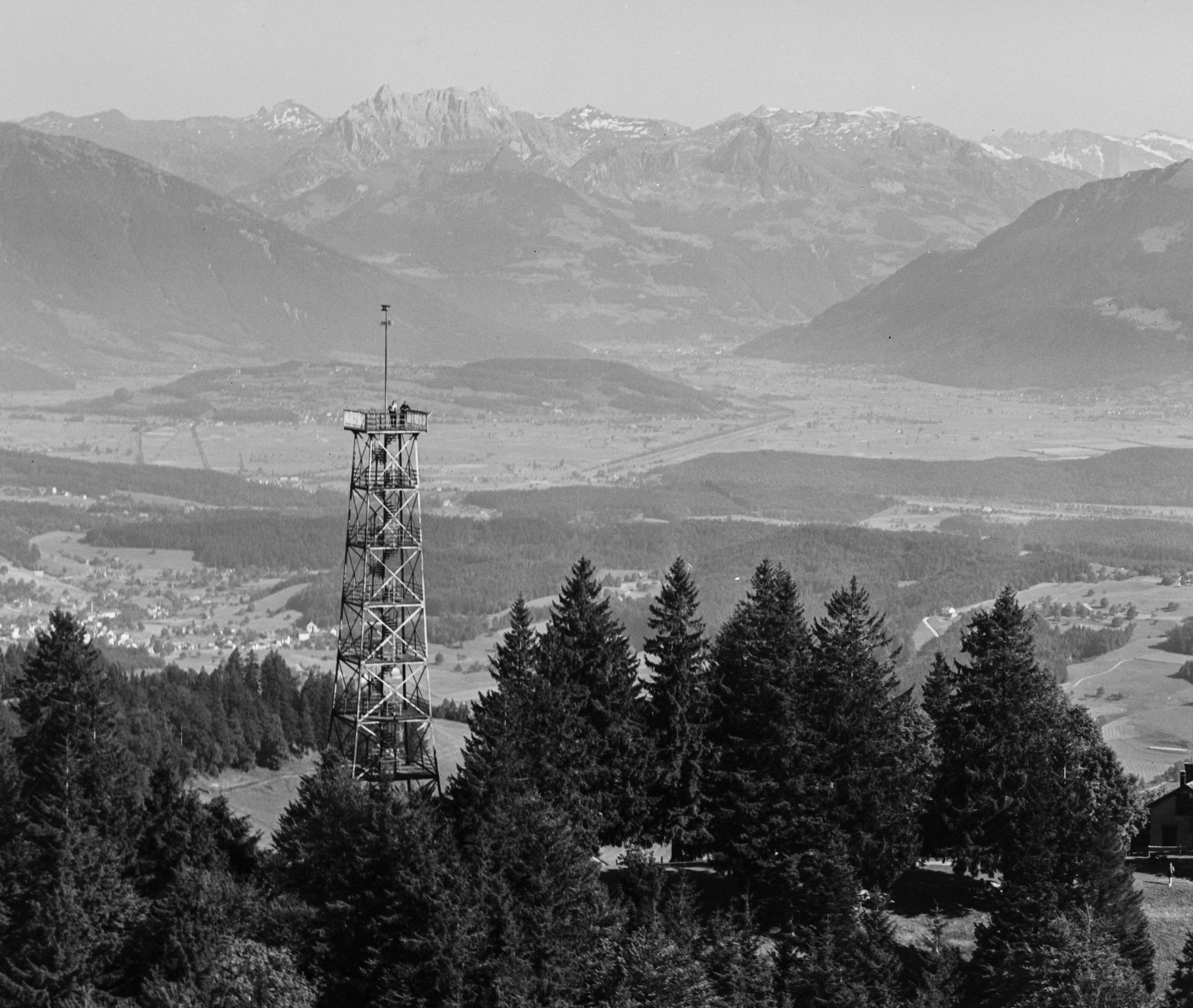
Luftaufnahme von 1953

## Geschichte
Im Jahr 1972 hatten Werke und Behörden des Kantons einen Funkturm auf der höchsten Stelle der Gemeinde Meilen errichten wollen, den die Gemeinde gerne zu einem Aussichtsturm ausgebaut gesehen hätte. Strikt gegen eine solche Veränderung des Landschaftsbildes war die Gemeinde Egg. Ein solcher 91 Meter hoher Turm wurde nicht nur in Egg, sondern auch gesamthaft in der kantonalen Abstimmung am 2. September 1974 abgelehnt.
In den Jahren 1988 und 1990 wurden Kredit und Baugesuch zugestimmt für den Aufbau des zerlegten alten Turms vom Bachtel auf dem Pfannenstil. Dieser Turm kam nun oberhalb der Hochwacht auf Egger Boden zu stehen, der Kredit betrug 700 000 Franken.
Dieser alte Bachtelturm geht zurück auf einen Vertrag vom 1. Mai 1893, als der SAC Bachtel mit dem damaligen Bachtelwirt einen Vertrag zum Bau eines eisernen Turmes auf dem Bachtel abschloss. Als Vorbild hatte der Eschenbergturm auf dem Eschenberg bei Winterthur gedient. In Rekordzeit war der 54 Meter hohe Turm erstellt und am 19. August 1893 eingeweiht worden. Ohne Transporte und Fundamente hatte er 12'700 Franken gekostet. In der Mitte des Bachtelturms führte eine Treppe mit 159 Stufen zur Aussichtsplattform in 30 Metern Höhe. Der Stahlfachwerkturm wurde 1979 unter Denkmalschutz gestellt. Da er als Antennenträger nicht ausreichend gewesen wäre, wurde er auf dem Bachtel 1985 durch einen Neubau ersetzt. Der Bauherr, die PTT, bauten den alten Turm ab und seine Teile wurden eingelagert. 
Im Jahr 1992 wurde der eingelagerte Turm auf dem Pfannenstiel oberhalb des Restaurants Hochwacht wieder aufgebaut. Die Arbeiter für den Zusammenbau mit dem traditionellen Warmnieten kamen aus Ungarn.